# Морсано-аль-Тальяменто
Морсано-аль-Тальяменто (итал. Morsano al Tagliamento) — коммуна в Италии, располагается в регионе Фриули-Венеция-Джулия, в провинции Порденоне.
Население составляет 2859 человек (2008 г.), плотность населения составляет 86 чел./км². Занимает площадь 32 км². Почтовый индекс — 33075. Телефонный код — 0434.
Покровителем коммуны почитается святитель Мартин Турский, празднование 11 ноября.

## Демография
Динамика населения:

## Администрация коммуны
- Официальный сайт: https://web.archive.org/web/20081121221002/http://www.comune.morsano-al-tagliamento.pn.it/